# إدوارد فلين
إدوارد فلين (بالإنجليزية: Edward Flynn)‏ (25 أكتوبر 1909 – 14 أكتوبر 1982) هو ملاكم أمريكي راحل، مثّل بلاده في الألعاب الأولمبية الصيفية 1932.

## روابط خارجية
إدوارد فلين على موقع بوكس ريك (الإنجليزية) (registration required)
- إدوارد فلين على موقع أوليمبيديا (الإنجليزية)
- إدوارد فلين على موقع قاعة فلوريدا للمشاهير الرياضية (الإنجليزية)